# Ювілейне газове родовище
Ювілейне газове родовище — входить до Західно-Сибірської нафтогазоносної провінції.
Відкрите 1969 року.
Поклади залягають на глибині 1027…2614 м.
Первинні запаси 323 млрд м³.